# Carl Johan Lind
Carl Johan Lind (Karlskoga, 25 maggio 1883 – Karlstad, 2 febbraio 1965) è stato un martellista e discobolo svedese.

## Biografia
Nel 1912 prese parte ai Giochi olimpici di Stoccolma nel lancio del disco, dove arrivò ventisettesimo, lancio del disco a due mani, dove fu ottavo, e lancio del martello, posizionandosi quinto.
Nel 1920 replicò la sua avventura olimpica ai Giochi olimpici di Anversa, questa volta vincendo due medaglie: quella d'argento nel lancio del martello e quella di bronzo nel lancio del martello con maniglia corta.
Successivamente, partecipò ad altre due edizioni dei Giochi: a Parigi 1924 fu settimo nel lancio del martello e ad Amsterdam 1928 non raggiunse la finale nella medesima specialità.
In carriera fu anche diciassette volte campione nazionale svedese tra il 1910 e il 1927: sette volte nel lancio del martello, nove volte nel lancio del martello con maniglia corta e una volta nel lancio del disco. Vinse anche quattro edizioni dei campionati inglesi (AAA Championships) nella gara del lancio del martello tra il 1913 e il 1927.
Oltre alla carriera agonistica, Lind era poliziotto a Karlstad, città in cui morì nel 1965 all'età di 81 anni.

## Palmarès
| Anno | Manifestazione  | Sede      | Evento                                 | Risultato     | Prestazione | Note |
| ---- | --------------- | --------- | -------------------------------------- | ------------- | ----------- | ---- |
| 1912 | Giochi olimpici | Stoccolma | Lancio del disco                       | 27º           | 36,07 m     |      |
| 1912 | Giochi olimpici | Stoccolma | Lancio del disco a due mani            | 8º            | 68,02 m     |      |
| 1912 | Giochi olimpici | Stoccolma | Lancio del martello                    | 5º            | 45,61 m     |      |
| 1920 | Giochi olimpici | Anversa   | Lancio del martello                    | Argento       | 48,430 m    |      |
| 1920 | Giochi olimpici | Anversa   | Lancio del martello con maniglia corta | Bronzo        | 10,255 m    |      |
| 1924 | Giochi olimpici | Parigi    | Lancio del martello                    | 7º            | 44,785 m    |      |
| 1928 | Giochi olimpici | Amsterdam | Lancio del martello                    | elim. qualif. | 44,46 m     |      |

## Campionati nazionali
- 7 volte campione svedese del lancio del martello (dal 1918 al 1924)
- 9 volte campione svedese del lancio del martello con maniglia corta (1918, 1919 e dal 1921 al 1927)
- 1 volta campione svedese del lancio del disco (1910)
- 4 volte campione inglese del lancio del martello (1913, 1914, 1921, 1927)